# Język gresi
Język gresi (a. geresi, glesi, gresik, klesi) – język papuaski używany w prowincji Papua w Indonezji, przez grupę ludności na zachód od jeziora Sentani. Należy do rodziny języków nimboran (Nimboran, Grime River).
Według danych z 1987 roku mówiło nim wówczas 2500 osób. Publikacja Ethnologue do obszaru tego języka zalicza kilka wsi w kabupatenie Jayapura (Bring, Hawa, Ibub, Klaysu, Sunna, Tabangkwari, Yansu).
Gresi jest blisko spokrewniony z językiem kemtuik, tworząc z nim wspólną gałąź rodziny. Analiza materiału leksykalnego wykazała podobieństwo słownikowe na poziomie 80%.
Według danych Ethnologue znajduje się na skraju wymarcia. W użyciu jest także język indonezyjski.
Został opisany w postaci indonezyjskiego opisu składni z 2002 r.